# 2850 км
2850 км — населённый пункт в Татарском районе Новосибирской области. Входит в состав Неудачинского сельсовета.

## Население
| 2002 | 2007 | 2010 |
| ---- | ---- | ---- |
| 14   | ↘7   | ↘6   |

## Инфраструктура
На остановочной платформе по данным на 2007 год отсутствует социальная инфраструктура.